# Прокопенко, Василий Александрович
Василий Александрович Прокопенко (19.01.1918—23.07.1944) — помощник командира стрелкового взвода 2-го батальона 219-го гвардейского стрелкового полка (71-я гвардейская стрелковая Харьковско-Витебская ордена Ленина Краснознамённая дивизия, 23-й гвардейский стрелковый корпус, 6-я гвардейская армия, 1-й Прибалтийский фронт), гвардии старшина, участник Великой Отечественной войны, кавалер ордена Славы трёх степеней.

## Биография
Родился 19 января 1918 года в селе Харлиевка ныне Попельнянского района Житомирской области в крестьянской семье. Украинец. Окончил 7 классов. Работал в колхозе.
В Красной Армии с августа 1941 года. Воевал на Северо-Западном, Сталинградском, Воронежском (с 20 октября 1943 года – 1-й Украинский), 2-м и 1-м Прибалтийских фронтах. Принимал участие в оборонительном сражении в Прибалтике, Торопецко-Холмской наступательной операции, Сталинградской битве, Курской битве, освобождении Левобережной Украины, Витебско-Оршанской, Полоцкой и Шауляйской наступательных операциях. В боях четырежды был ранен.
В наступательном бою в районе деревни Блины ныне Островского района Псковской области 21 января 1944 года под огнем противника поднял в атаку свое отделение и в числе первых ворвался во вражескую траншею. В ближнем бою огнем из автомата уничтожил пулемётчика и до 10 немецких солдат.
Приказом командира 71-й гвардейской стрелковой дивизии генерал-майора Куропатенко Д. С. 6 февраля 1944 года гвардии старшина Прокопенко Василий Александрович награждён орденом Славы 3-й степени.
В ночь на 25 апреля 1944 года с бойцом своего отделения заметил группу немецкой пехоты, которая пыталась скрытно подобраться к позиции 6-й стрелковой роты. Открыв огонь из автомата и пулемёта, они заставили группу залечь и начать отход. 4 немецких солдата вырвались вперед и теперь были плотно прижаты огнем к земле. В. А. Прокопенко, перекрывая огнем возможность отхода, вынудил немцев сдаться в плен и с помощью бойца доставил их в штаб батальона.
Приказом командующего 6-й гвардейской армией от 13 мая 1944 года гвардии старшина Прокопенко Василий Александрович награждён орденом Славы 2-й степени.
В ходе Витебско-Оршанской наступательной операции 23 июня 1944 года в бою у посёлка Шумилино (Гомельская область Белоруссия) заменил выбывшего из строя командира взвода и при отражении контратак противника истребил свыше 10 вражеских солдат. 25 июня 1944 года взвод под его командованием одним из первых в полку переправился через реку Западная Двина у посёлка городского типа Бешенковичи (Витебская область) и вместе с бойцами уничтожил около 35 гитлеровцев.
23 июля 1944 года он погиб в бою, похоронен в братской могиле в районе населенного пункта Римше (ныне местечко Игналинского района Утенского уезда, Литва).
Указом Президиума Верховного Совета СССР от 24 марта 1945 года за образцовое выполнение боевых заданий командования на фронте борьбы с немецкими захватчиками и проявленные при этом доблесть и мужество гвардии старшина Прокопенко Василий Александрович награждён орденом Славы 1-й степени.

## Награды
- Полный кавалер ордена Славы:
  - орден Славы I степени (24.03.1945)[5];
  - орден Славы II степени (13.05.1944)[6];
  - орден Славы III степени (06.02.1944)[7];
- Медаль «За оборону Сталинграда» (1.05.1944)

## Память
- Его имя увековечено в Главном Храме Вооружённых сил России, и навсегда запечатлено на мемориале «Дорога памяти».
- Памятник на братской могиле в районе населенного пункта Римше (ныне местечко Игналинского района Утенского уезда, Литва).